# Мали Принц
Мали Принц (фр. Le Petit Prince) најпознатија је новела француског писца и пилота Антоана де Сент Егзиперија из 1943. године. Сент Егзипери ју је написао док је живео у САД.
Мали Принц је постао најуспешнији рад Антоана де Сент Егзиперија. По неким проценама је продато 140 милиона копија широм света, што чини ово дело једним од најбоље продаваних и највише превођених књига икад објављених. Ова новела је преведена на 361 језика и дијалеката. Мали Принц је адаптиран у бројним уметничким форматима и медијима, укључујући аудио-снимке, радио-драме, наступе уживо, филм, телевизију, балет и оперу.

## Радња
На првој страници писац каже да књигу посвећује Леону Верту кад је био мали дечак.
Приповедач у првом поглављу показује свој цртеж змије са слоном у стомаку, а инспирацију за цртеж дала му је слика из књиге Истините приче, и навод да змијски цар прождире своју жртву целу, не жваћући је. Одрасли су рекли да је то шешир, зато је он нацртао и слона унутар питона, да се види, али одрасли су му рекли да се мани цртања и прихвати историје, географије, математике и граматике. Он је постао пилот и долазио у додир са много људи, а свакоме кога сретне показивао је цртеж и свако би рекао да је на њему шешир. И приповедач је живео дуго сам, све док му се авион није покварио насред пустиње Сахаре. Остао је сам и имао питке воде само за 8 дана. Сутрадан је срео дечака који га је замолио да му нацрта овцу. Био је изненађен јер се дечак налазио хиљаду миља даље од неког настањеног места, а није изгледао изгубљен, ни уморан, ни жедан, ни престрашен. Приповедач, пошто није знао да нацрта овцу, нацртао је слона у питону; на његово изненађење, Принц је рекао:
Не! Не! Нећу слона у змијском цару. Змијски цар је врло опасан, а слон је огроман. Код мене је све тако мало. Мени треба овца. Нацртај ми овцу!
Након неколико неуспешних покушаја да нацрта овцу, писац нацрта сандук, а дечак у њему види овцу и каже да му треба баш таква.
Дом Малог Принца је астероид или планета, мали као кућа, са три вулкана (два активна, један не) и ружом. Писац га је лоцирао као астероид Б612, а то је јако важно у концепту књиге јер писац објашњава да одрасли могу замислити ту планету само ако се каже тачна бројка.
Ако одраслима кажете: „Видео сам дивну кућу од црвенкасте цигле, са геранијама на прозорима и голубовима на крову...”, они нису у стању да замисле ту кућу. Треба им рећи: „Видео сам кућу која вреди сто хиљада франака.” Онда они узвикују: „Како је лепа!”
Ви им, тако, кажете: „Доказ да је Мали Принц постојао је то што је био диван, што се смејао и што је желео овцу. Кад човек жели овцу, то је доказ да постоји.” Они ће слегнути раменима и сматрати вас дететом! Али, ако им кажете: „Планета са којег је дошао је Астероид Б612.” — бићете задовољни и неће вам више досађивати питањима.
Принц и приповедач воде расправу о чињеници да овце једу цвеће, имало оно бодље или не. Убрзо је писац боље упознао тај цвет. На планети Малог Принца расли су разни цветови и корисне биљке, али и опасни баобаби. Опасни, јер ако нарасту превелики, могу му уништити планету. Зато их Принц свако јутро чисти са планете док су још мали. Једном приликом, Принц је на планети нашао за њега јако посебно и невиђено семе и пустио га да расте. Из њега је нарасла ружа. Принц је водио дуг разговор са таштом ружом, која га је терала да је стави под стаклено звоно и да се према њој односи посебно. Принцу је то досадило и опростио се са цветом, па кренуо на пут. Обишао је неколико планета, са по само једним човеком на свакој од њих; у овим поглављима писац описује размишљања одраслих људи, као и разлику размишљања одраслих и деце. На првој планети био је краљ. У разговору краљ је Принцу објаснио да влада над свим, дакле целим свемиром. Принцу је било досадно и хтео је да напусти краља, а он га је именовао министром и амбасадором само да остане на његовој малој планети; ипак, Принц није остао. На другој планети коју је Принц посетио био је хвалисавац који је захтевао од Принца да му се диви и да му кличе, али Принц је отишао, са истим закључком као и оним кад је напустио краља.
Одрасли су заиста чудни.
На трећој планети био је пијанац који пије да заборави што се срами што пије. Принц га је напустио са истим закључком. Четврта планета припадала је пословном човеку који је стално заузет бројањем звезда. Мисли да их поседује јер нико се пре није сетио да их поседује. Броји звезде да купи нове. Принц се чуди јер звезде не служе ништа пословном човеку, нити он треба њима, а Принчева ружа и вулкани требају Принца, јер он их одржава. Напушта пословног човека и иде на пету планету. На њој се налазио фењер и фењерџија. Сваки минут фењерџија мора да пали и гаси фењер, јер на његовој планети дан траје један минут. Принц се диви, јер он воли заласке сунца, а фењерџија их види сваког минута; такође, Принц мисли да је он једнини у коме би имао пријатеља, јер се једини није бринуо само о себи. Шеста планета била је много већа. На њој се налазио стари човек који пише књиге — географ, али географ који никад не напушта свој сто, већ чека истраживаче да истражују за њега, а он ће то само да запише. Принц, у којем је видео истраживача, описао му је своју планету, али географу нису били важни ни цвет ни то да ли је вулкан угашен или активан. Принц се разочарао јер му је он рекао да је цвет краткотрајан. На савет географа, посетио је Земљу. Слетео је у пустињу Сахару и ту срео змију која му каже да га може вратити на његову планету, јер онај кога дотакне — враћа се у земљу из које је дошао. Принц настави пут и нађе пустињски цвет, који му је рекао да нема пуно људи, само шест, седам. Онда се успео на једну планину и заменио ехо са људима, а литице са читавом Земљом, па се јако забунио. Након што је прешао песак, стење и снег, открио је један пут који га је одвео до баште руже. Разочарао се јер је схватио да његова ружа није јединствена. Онда се појавила лисица која му је објаснила да је његова ружа посебна јер ју је он припитомио и она је припитомила њега, и на примеру односа њега и ње објаснила је шта значи реч „припитомити”. Тако ју је он „припитомио”. Након још неколико дана пута, које је препричао приповедачу, писац се враћа у Сахару, и то у осми дан након свог пада, кад он и Принц остају без воде. Принц му је помогао да нађе бунар.
Човек само срцем добро види. Суштина се очима не да сагледати.
Пустињу улепшава то што се у њој негде крије бунар...
Писац и Принц попили су воду, и Принц му је рекао да се врати на посао. Сутрадан приповедач угледа Принца како прича са змијом отровницом. Она побеже, а Принц му каже да он данас иде на свој планету. У овом, претпоследњем поглављу, налази се важна животна поука.
Ако волиш један цвет, који се налази на некој планети, онда је пријатно ноћу посматрати небо. Тад су све звезде расцветане.
Очи су слепе. Срцем треба тражити.
На крају змија „поведе Принца на његову планету”. Срушила га је. Сутрадан приповедач није видео Принца. На последњој страници је пејзаж места на којем је змија ујела Принца.